# Берёзкин, Виктор Иосифович
Виктор Иосифович Берёзкин (11 октября 1934, Ленинград — 2010) — российский историк театра, искусствовед. Доктор искусствоведения, ведущий сотрудник Государственного института искусствознания. Лауреат Государственной премии Российской Федерации (2001).

Окончил постановочный факультет школы-студии МХАТ (1957). Работал в Государственном институте искусствознания. Автор около 30 книг и более 350 статей по вопросам истории и теории русского и мирового театра. Особое внимание уделял истории сценографии, «театру художника». Преподавал в Университете Натальи Нестеровой. Похоронен на Кунцевском кладбище (уч. 3) в семейном захоронении Стрельцовых 

В. И. Березкину принадлежит первый на русском языке опыт систематического осмысления и классификации классического наследия европейского театрально-декорационного искусства и, что особенно ценно — наследия ХХ столетия. Впервые в театроведении и сценографоведении В. И. Березкин ввел в научный оборот новое явление искусства современности — театр художника.

В. И. Березкин — единственный российский искусствовед, который видел все 11 Пражских Квадриеннале сценографического искусства (с 1967 по 2007 годы), считающихся главным смотром достижений мировой сценографии. Этот опыт позволил ученому обосновать понятие «театр художника» как новый вид искусства, находящийся на пересечении изобразительных искусств и театра, сценического авангарда и неоавангарда. Театру художника В. И. Березкин посвятил ряд монографий. Серия книг «Сценографы России» завершает фундаментальный труд В. И. Березкина «Искусство сценографии мирового театра». 

## Труды
- Берёзкин В. И. Творчество А. П. Васильева. — М.: Изобразительное искусство, 1979.
- Берёзкин В. И. В. В. Дмитриев. — Л.: Художник РСФСР, 1981.
- Берёзкин В. И. Молодые художники театра. — М.: Знание, 1981.
- Берёзкин В. И. Советская литература по сценографии (1917—1983). — М., 1983.
- Берёзкин В. И. Художник в театре Чехова. — М.: Изобразительное искусство, 1987.
- Берёзкин В. И. Даниил Лидер: [Сов. сценограф]. — Киев: Мыстэцтво, 1988.
- Берёзкин В. И. Роберт Уилсон. Театр художника. — М.: Аграф, 2003. — ISBN 5-7784-0244-9.
- Берёзкин В. И. Польский театр художника: Кантор, Шайна, Мондзик. — М.: Аграф, 2004. — ISBN 5-7784-0298-8.

### Серия «Искусство сценографии мирового театра»
- Берёзкин В. И. Искусство сценографии мирового театра. В 2-х книгах. — Едиториал УРСС, 1997. — Т. 1. От истоков до середины XX века.
- Берёзкин В. И. Искусство сценографии мирового театра. В 2-х книгах. — М.: Едиториал УРСС, 2001. — Т. 2. Вторая половина XX века. В зеркале Пражских Квадриеннале 1967—1999 годов.
- Берёзкин В. И. Искусство сценографии мирового театра. — 2-е изд. — М.: Едиториал УРСС, 2010. — Т. 2. Вторая половина XX века. — ISBN 978-5-354-01283-1.
- Берёзкин В. И. Искусство сценографии мирового театра. — М.: Едиториал УРСС, 2002. — Т. 3. Мастера XVI—XX вв..
- Берёзкин В. И. Искусство сценографии мирового театра: Театр художника. Истоки и начала. — M.,: URSS, 2019. — Т. 4. — 232 с. — ISBN 978-5-397-06795-9.
- Берёзкин В. И. Искусство сценографии мирового театра. — 2-е изд. — М.: КомКнига, 2010. — Т. 5. Театр художника. Мастера. — ISBN 978-5-484-01172-8.
- Берёзкин В. И. Искусство сценографии мирового театра. — М.: ЛКИ, 2008. — Т. 6. Сценографы России. Давид Боровский. Даниил Лидер. — ISBN 978-5-382-00816-5.
- Берёзкин В. И. Искусство сценографии мирового театра. — М. : ЛКИ, 2010 г. — Т. 7. Сценографы России. Александр Васильев. Март Китаев. Энар Стенберг — ISBN 978-5-382-01005-2.
- Берёзкин В. И. Искусство сценографии мирового театра. — М. : Красанд, 2011 г. — Т. 8. Сценографы России. Борис Мессерер. Валерий Левенталь. Владимир Серебровский Издательство: — ISBN 978-5-396-00347-7
- Берёзкин В. И. Искусство сценографии мирового театра. — М. URSS. 2012 г. - Т.9: Сценографы России: Сергей Бархин. ПРОЕКТ «ОТКРЫТАЯ СЦЕНА»; — ISBN 978-5-396-00457-3.
- Берёзкин В. И. Искусство сценографии мирового театра. — М. URSS. 2019 г. - Т.10: Сценографы России: Эдуард Кочергин. Игорь Попов. Олег Шейнцис; ISBN 978-5-396-00943-1.
- Берёзкин В. И. Искусство сценографии мирового театра. — М.: URSS, 2019. — Т. Т.11 Сценографы России: Станислав Бенедиктов. Александр Орлов. Александр Боровский. — 640 с. — ISBN 978-5-396-00940-0.